# Marihuana
Marihuana (od šp. marijuana) ili kanabis (od lat. cannabis) je osušeni cvet pojedinih vrsti konoplji, koje se koristi kao opojna droga i za medicinske svrhe. Često se i cela biljka naziva marihuana. Ona je jedno od najblažih i najslabijih opojnih sredstva.
Marihuana sadrži psihoaktivni delta-9-tetrahidrokanabinol. On je jedno od preko 400 jedinjenja u biljci, uključujući druge kanabinoide, kao što su kanabidiol, kanabinol, i tetrahidrokanabivarin, koji mogu da proizvedu senzorne efekte za razliku od psihoaktivnog dejstva THC-a.
Kanabidiol pokazuje znakove od velike medicinske važnosti, i u dosadašnjim istraživanjima je pokazao blagotvorna svojstva kao lek protiv bolova, protiv anksioznosti, protiv upaljenja kože, pacijenata sa letargijom i disforije, i za razliku od THC-a, ima antipsihotička svojstva.
U SAD je u martu 2014. godine pušten u prodaju eksperimentalni lek Epidiolex, koji se koristi za lečenje epilepsije kod dece i odraslih i koji trenutno ima status "orphan drug".
U današnje vreme marihuana se koristi kao rekreaciona droga, u verskim ili duhovnim obredima, ili za medicinske svrhe. Najraniji zapisi o upotrebi marihuane datiraju iz trećeg milenijuma pre nove ere, tačnije 2737. godine pre nove ere za vreme vladavine kineskog cara Šun Neng. Ujedinjene nacije su 2004. procenile da konzumiranje marihuane obuhvata 4.0 procenta svetske populacije (162 miliona ljudi) i da oko 0.6 procenata (22.5 miliona) ljudi koristi marihuanu na dnevnoj bazi. Od ranog 20. veka marihuan je zakonski ograničena, i njeno posedovanje, upotreba, i prodaja su ilegalni u većini zemalja.

## Literatura
- Booth, Martin (2005). Cannabis: A History. Macmillan Publishers & Random House, Inc. ISBN 978-0-312-42494-7.
- Deitch, Robert (2003). Hemp: American history revisited: the plant with a divided history. Algora Pub. ISBN 978-0-87586-206-4.
- Earleywine, Mitchell (2005). Understanding marijuana: a new look at the scientific evidence. Oxford University Press. ISBN 978-0-19-513893-1.
- Emmett, David; Graeme Nice (2009). What you need to know about cannabis: understanding the facts. Jessica Kingsley Publishers. ISBN 978-1-84310-697-5.
- Geoffrey William, Guy; Brian Anthony Whittle; Philip Robson (2004). The medicinal uses of cannabis and cannabinoids. Pharmaceutical Press. ISBN 978-0-85369-517-2.
- Holland, Julie  M.D. (2010). The pot book : a complete guide to cannabis : its role in medicine, politics, science, and culture. Park Street Press. ISBN 978-1-59477-368-6.
- Iversen, Leslie L (2008). The science of marijuana (2nd изд.). Oxford University Press. ISBN 978-0-19-532824-0.
- Jenkins, Richard (2006). Cannabis and young people: reviewing the evidence. Jessica Kingsley. ISBN 978-1-84310-398-1.
- Lambert, Didier M (2008). Cannabinoids in Nature and Medicine. Wiley-VCH. ISBN 978-3-906390-56-7.
- Roffman, Roger A; Robert S. Stephens (2006). Cannabis dependence: its nature, consequences, and treatment. Cambridge University Press. ISBN 978-0-521-81447-8.
- Russo, Ethan; Melanie Creagan Dreher; Mary Lynn Mathre (2004). Women and cannabis: medicine, science, and sociology. Haworth Press. ISBN 978-0-7890-2101-4.
- Solowij, Nadia (1998). Cannabis and cognitive functioning. Cambridge University Press. ISBN 978-0-521-59114-0. Архивирано из оригинала 28. 07. 2011. г. Приступљено 21. 07. 2012.
- Company, Houghton Mifflin; American Heritage Dictionaries (2007). Spanish Word Histories and Mysteries. Houghton Mifflin Harcourt. стр. 142—. ISBN 978-0-618-91054-0.
- Rudgley, Richard (1998). Lost Civilisations of the Stone Age. New York: Free Press. ISBN 978-0-684-85580-6.
- UNODC. World Drug Report 2010. United Nations Publication. стр. 198. Приступљено 19. 7. 2010.

## Spoljašnje veze
- Архивирано на веб-сајту  (17. децембар 2014)